# Novobisium
Genre
Novobisium est un genre de pseudoscorpions de la famille des Neobisiidae.

## Distribution
Les espèces de ce genre sont endémiques des États-Unis. Elles se rencontrent dans les Appalaches.

## Liste des espèces
Selon Pseudoscorpions of the World (version 3.0) :
- Novobisium carolinense (Banks, 1895)
- Novobisium ingratum (Chamberlin, 1962)
- Novobisium tenue (Chamberlin, 1930)

## Publication originale
- Muchmore, 1967 : Novobisium (Arachnida, Chelonethida, Neobisiidae, Neobisiinae), a new genus of pseudoscorpions based on Obisium carolinensis Banks. Entomological News, vol. 78, p. 211-215 (texte intégral).